# Diego Confalonieri
Diego Confalonieri, född den 11 april 1979 i Bresso, Italien, är en italiensk fäktare som tog OS-brons i herrarnas lagtävling i värja i samband med de olympiska fäktningstävlingarna 2008 i Peking.